# Baltray
Baltray (irl. Baile Trá) – wieś w hrabstwie Louth w Irlandii położona na zachód od Droghedy, przy północnym ujściu rzeki Boyne do Morza Irlandzkiego.